# Vladimir Vitkovski
Vladimir Konstantinovitch Vitkovski (en russe : Влади́мир Константи́нович Витко́вский), né le 21 avril 1885 à Pskov — mort le 18 janvier 1978 à Palo Alto, est un lieutenant-général russe, vétéran de la Première Guerre mondiale et de la guerre civile russe au sein des armées blanches.

## Biographie

### Formation militaire
Fils d'un général-major, Vladimir Konstantinovitch Vitkovski est formé au 1er corps des cadets de Moscou puis à l’école militaire Paul (diplômé en 1905).
Il sert dans le régiment de la Garde Keksgolmski dont il commande d’abord une compagnie puis un bataillon.

### Première Guerre mondiale
Son régiment étant envoyé au front en 1914, Vitkovski en assure un certain temps le commandement par intérim puis est promu colonel. En 1917, il reçoit l’ordre de Saint-Georges de IVe classe pour la prise d’assaut du village de Trysten (Volhynie) en juillet 1916.
En 1917 il prend le commandement du 199e régiment d’infanterie de Kronstadt.

### Guerre civile russe

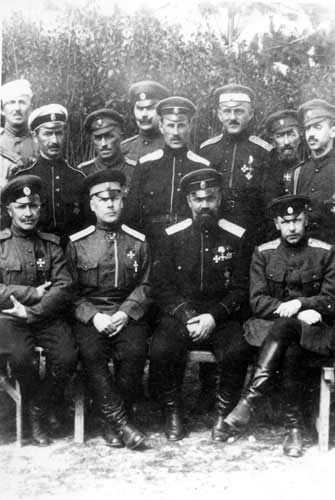
Généraux blancs en Bulgarie. Assis, de droite à gauche, les généraux Chteïfon, Koutepov, Vitkovski. Debout (derrière Koutepov) les généraux Skobline et Tourkoul. Bulgarie, 1921

Début 1918, Vitkovski rejoint la brigade spéciale de volontaires russe sous le commandement du colonel Drozdovski et participe à la marche de Iași au Don. Dans l’armée des volontaires il participe à la seconde campagne du Kouban et commande en juin 1918 le bataillon de soldats puis le 2e régiment de fusiliers officiers (en remplacement du colonel Jebrak tombé au combat). En novembre il commande une brigade de la 3e division et est promu général-major en décembre.
En février 1919, Vitkovski est nommé à la tête de la 3e division, avec laquelle il participe à la marche sur Moscou et au repli sur Novorossiisk. En avril 1920, il passe lieutenant-général et reçoit pour son action dans le nord de la Tauride l’ordre de Saint-Nicolas le Thaumaturge.

### En exil
En novembre 1920, Vitkovski est évacué avec l’armée russe du général Wrangel en Turquie, sur la péninsule de Gallipoli. Il y prend le commandement de la 1re division d’infanterie et celui du camp militaire.
Il vit en Bulgarie en 1921-1922 puis s’installe à Paris. Il dirige la première section de l’union générale des combattants russes et participe aux activités de différentes associations d'anciens combattants russes.
Après la Seconde Guerre mondiale, il vit aux États-Unis où il meurt en 1978 à Palo Alto (Californie).